# مات مارتن (سائق سباق)
مات مارتن (بالإنجليزية: Matt Martin)‏ هو سائق سباق أمريكي، ولد في 17 ديسمبر 1991.